# Humberto Fuenzalida Villegas
Humberto Fuenzalida Villegas (Curicó, 27 de marzo de 1904 - Santiago, 24 de febrero de 1966) fue un geógrafo, geólogo, paleontólogo, académico y naturalista chileno, director del Museo Nacional de Historia Natural entre los años 1948 y 1964. Fuenzalida fue creador de instituciones como la Escuela de Geología al interior de la Facultad de Ciencias Físicas y Matemáticas de la Universidad de Chile. También instituyó en 1942 el Instituto de Geografía en la Facultad de Filosofía y Educación en la misma casa de estudios. También cofundó el Instituto Antártico de Chile (INACH) y la Sociedad Geológica de Chile.

## Formación y estudios
Humberto Fuenzalida nació en la ciudad de Curicó, donde realizó sus estudios primarios y parte de los secundarios, los que completó en Santiago. En 1921 ingresó al Instituto Pedagógico de la Universidad de Chile, plantel del que egresa en 1924. Durante dos años fue inspector del Liceo de Aplicación. En 1926 Fuenzalida viaja a Francia para estudiar geografía física y geología en la universidad de La Sorbonne, bajo la tutela de eminentes académicos como Emmanuel de Martonne, Émile Haug y León Lyteaud.
De vuelta en Chile en 1930 se perfecciona como profesor universitario en el Instituto Pedagógico y en otras escuelas de la Universidad de Chile.

## Labor científica y académica
La obra de Humberto Fuenzalida en los campos de la geografía, geología y el naturalismo se expresa en más de sesenta artículos publicados en diversos organismos científicos especializados, fundamentalmente en el Boletín y el Noticiario Mensual (creado por el propio Fuenzalida en 1956) del MNHN. Dentro de las áreas de estudio de Humberto Fuenzalida destacan la paleontología, en específico sobre fósiles invertebrados y vertebrados. En sus publicaciones también trató materias poco profundizadas en Chile luego de la Segunda Guerra Mundial, como el vulcanismo en la parte central de la cordillera de los Andes, la estatigrafía y la geomorfología de distintos puntos del país.
Fuenzalida fue uno de los renovadores de la geografía en Chile en el seno del Instituto de Geografía de la Universidad de Chile, junto con otros académicos como Jean Borde. Es autor de Geografía Física de Chile, inserta en el compendio Geografía Económica de Chile, editada por la Corfo en 1950, que trata sobre situación y límites de Chile, orografía, hidrografía, biogeografía, clima entre otras materias, texto que se reeditó en 1965.
Su labor como docente universitario comenzó en 1930 y se desarrolló en distintas escuelas y facultades de las Universidad de Chile. En 1939 gana un concurso para ejercer la cátedra de Geología Agrícola en la Escuela de Agronomía, la que ejerció durante veinte años. En 1944, a partir de su propia iniciativa, se crea el Instituto de Geografía en la Facultad de Filosofía y Educación, siendo Fuenzalida su primer director, cargo que ejerce ad honorem hasta 1957. Antes, en 1948 fundó la cátedra de Geografía de Chile en el Instituto Pedagógico y la carrera de Geografía, enfocada a formar profesionales que pudieran emprender tareas de exploración y prospección en zonas extremas de Chile. En el Instituto de Geografía, Fuenzalida creó la revista Informaciones Geográficas, que fue un medio para dar difusión a las inquietudes científicas de quienes trabajaban en el instituto. También creó los cursos de suelos y petrografía. En 1957 se crea la Escuela de Geología en la Universidad de Chile, que Fuenzalida dirige y contrata profesores extranjeros que traigan a Chile innovadores métodos de enseñanza geológica, además de dar énfasis a las excursiones y el trabajo de campo.
Luego de ganar por concurso la cátedra de Geología General, funda la Sociedad Geológica de Chile, con el fin de reunir y organizar a los profesionales de esta ciencia, junto con llevar a cabo diversas instancias de trabajo como simposios y reuniones. Humberto Fuenzalida fue profesor en otras instituciones como la Academia Politécnica Militar, y también representó a Chile en el Instituto Panamericano de Geografía e Historia, dependiente de la Organización de Estados Americanos, OEA. También colaboró con la ENAP realizando estudios de campo preliminares para futuras prospecciones petrolíferas. En 1959 Humberto Fuenzalida representó a Chile en el Symposium Antártico que se llevó en Buenos Aires y en 1964 realiza trabajos científicos en ese continente. Ese mismo año viaja a Alemania donde recorre institutos científicos de diversas universidades.

## Labor en el Museo Nacional de Historia Natural

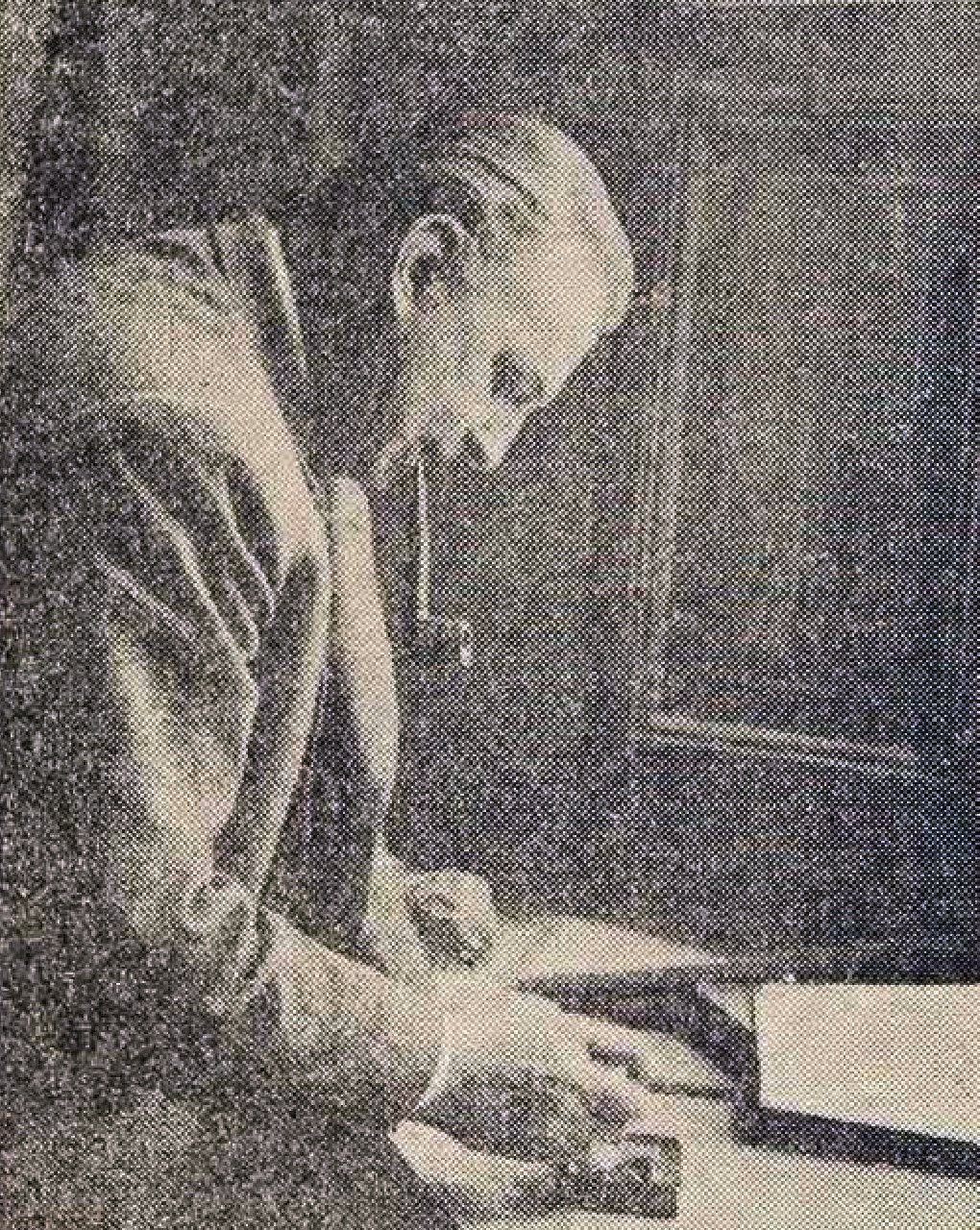
Humberto Fuenzalida trabajando en el MNHN.

En 1934 es convocado por Ricardo Latcham para trabajar en el Museo Nacional de Historia Natural. En el MNHN Fuenzalida se desempeñó como Jefe de la Sección de Geología y Paleontología, cargo que ejerció hasta que en 1948 fue nombrado director del museo, sucediendo en el cargo a Enrique Ernesto Gigoux.
Durante los últimos dos decenios de su vida, Fuenzalida concentró sus esfuerzos en el estudio de la Geología, lo que se reflejó en el museo, donde publica sus observaciones geológicas de la zona de Aysén, los caballos fósiles encontrados en Chacabuco, hallazgos de mastodontes, entre otros, divulgados en diversas publicaciones especializadas como la Revista Chilena de Historia Natural.
Como director del MNHN, Fuenzalida se preocupó de mejorar las condiciones en las que se desarrollaban los trabajos científicos y de investigación. También se creó la Sección de Hidrobiología y se aumentó la planta de personal, con el ingreso de jóvenes científicos como jefes y ayudantes en las diversas secciones del museo. En 1950 la biblioteca del MNHN contaba con cerca de 25.000 volúmenes, mientras que 233 000 personas visitaron el museo ese año. Otra preocupación como director fue optimizar el aspecto del museo al público. Para ello modernizó las exhibiciones, se inauguraron nuevos cuadros biológicos y se construyeron depósitos para despejar salas que estaban repletas de materiales. En 1954 se produjo un importante hito para el MNHN: la compra del Niño del cerro El Plomo, una de las piezas más emblemáticas de la institución, y cuyo hallazgo hizo noticia a nivel mundial. En 1958 se consiguieron fondos para la instalación de luz eléctrica en las salas de exhibición, petición histórica del museo desde 1910, cuando el entonces director Eduardo Moore la solicitó por primera vez, en un momento en que casi la totalidad de los edificios públicos de Santiago contaba con alumbrado eléctrico. En 1960 se pudo dar por concluida la instalación gracias a aportes del entonces ministro del Interior, Sótero del Río, con motivo del sesquicentenario de la República, efeméride que coincidió con el aniversario 130 del Museo Nacional de Historia Natural.
Otro gran aporte de Fuenzalida fue la habilitación de una pequeña imprenta en el MNHN, en la que se imprimieran las publicaciones del museo, entre ellas el Noticiario Mensual, que creó en 1956 y que fue dirigido por la doctora Grete Mostny, así como las Publicaciones Ocasionales, creadas en 1963. Grete Mostny sucedió a Fuenzalida en la dirección del MNHN en 1964 (por ser la jefa de sección más antigua del museo), luego de renunciar al cargo para asumir la dirección de la Escuela de Geología de la Universidad de Chile, creada por él. De todas formas, Humberto Fuenzalida siguió trabajando con fósiles en la Sección de Geología del MNHN.

## Aporte a la Soberanía Antártica Chilena
Los años 1957 y 1958, Chile participa del Año Geofísico Internacional, representado por Humberto Fuenzalida, quien a su vez fue cercano al General Ramón Cañas y presentará el estudio de la Comisión Nacional de Geología y Geografía de Chile, con el concepto de que la delimitación natural entre los océanos Atlántico y Pacífico era el Arco de las Antillas Australes, y su fundamentación científica era la conexión geológica entre América del Sur y la Península Antártica, con ello, no tan sólo describe un asunto netamente científico sino que respalda la posición de Chile y su territorialidad antártica frente al mundo. En la investigación colaboraron los geógrafos, Humberto Fuenzalida y Elías Almeyda Arroyo, el geólogo Jorge Muñoz Cristi, el biólogo Guillermo Mann Fischer, el ingeniero geógrafo Tte. Coronel Pablo Ihl y el General Ramón Cañas Montalva.
Fuenzalida fue a su vez un promotor de la creación de la Base Científica Risopatrón en la Antártica Chilena, siendo la primera base chilena de estudios geológicos y meteorológicos.
Poco antes de morir, el gobierno de Venezuela le concedió la Orden Andrés Bello, por su colaboración en la organización del Instituto Pedagógico de Caracas. El Museo Geológico de la Universidad Católica del Norte, en la ciudad de Antofagasta, lleva por nombre Profesor Humberto Fuenzalida Villegas. Asimismo, el Aula Magna de la Escuela de Geología de la Universidad de Chile también se llama Aula Humberto Fuenzalida.